# Rasmus Christoffer Effersøe
Rasmus Christoffer Effersøe (født 30. maj 1857 i Trongisvágur, død 23. marts 1916 i Tórshavn) var en færøsk agronom, digter og politiker.
Effersøe studerede i både Danmark og Sverige og arbejdede efterfølgende som landmand. Han deltog i julemødet 1888, som var begyndelsen på Færøernes selvstændighedskamp. Han regnes for at være drivkraften i arbejdet med selvstændigheden sammen med Jóannes Patursson, med hvem han stiftede Føringafelag. Efftersøe var desuden redaktør for foreningens avis, Føringatíðindi, der var den første avis på færøsk. Han var desuden redaktør for Dúgvan og Dimmalætting.
En buste af Effersøe, udført af Anne Marie Carl Nielsen foran Tinghuset i Tórshavn.